# (1538) Detre
(1538) Detre est un astéroïde de la ceinture principale.

## Description
(1538) Detre est un astéroïde de la ceinture principale. Il fut découvert le 8 septembre 1940 à l'observatoire Konkoly par György Kulin. Il présente une orbite caractérisée par un demi-grand axe de 2,36 UA, une excentricité de 0,22 et une inclinaison de 9,4° par rapport à l'écliptique.

## Nom
Il a été nommé à la mémoire de László Detre (1906-1974), astronome hongrois connu pour son travail sur les étoiles variables, directeur de l'observatoire Konkoly pendant de nombreuses années.

## Compléments